# Héry-sur-Alby
Héry-sur-Alby là một xã trong tỉnh Haute-Savoie thuộc vùng Rhône-Alpes đông nam Pháp.

## Geography
The Chéran forms the commune's eastern border.